# Strutiozaur
Strutiozaur (Struthiosaurus) – roślinożerny dinozaur z rodziny nodozaurów (Nodosauridae).
Żył w okresie późnej kredy (ok. 83-65 mln lat temu) na terenach współczesnej Europy. Długość ciała ok. 2-2,5 m. Jego szczątki znaleziono w Austrii, we Francji i w Rumunii. Jest to jeden z najmniejszych i najprymitywniejszych nodozaurydów. Jest on, obok hungarozaura, jednym z dwóch ważnych rodzajów ankylozaurów z Europy. Wiele z opisanych głównie w XIX wieku ankylozaurów uważa się obecnie za synonimy strutiozaura. Dotąd opisano trzy gatunki.

## Struthiosaurus austriacus
To gatunek typowy. Żył we wczesnym kampanie, około 83-76 milionów lat temu. Był mniejszy od S. transylvanicus i miał krótsze kręgi szyjne. Szczątki znaleziono w Muthmannsdorf w Austrii (stąd nazwa gatunkowa). Poznany na podstawie powierzchni podstawy czaszki, którą uważano niegdyś za należącą do teropoda.

## Struthiosaurus languedocensis
Opisany został na podstawie materiału zawierającego kręgi ogonowe, pasa miednicznego i synsakrum. Różni się od innych gatunków budową kręgów ogonowych i kości kulszowej. Synsakrum zawiera 10 przyrośniętych kręgów, w tym 5 grzbietowych, 4 krzyżowe i 1 ogonowy. Podobną budową (5+4+1) charakteryzuje się także synsakrum polakanta, jednak występują istotne różnice. Później zaliczono do S. languedocensis także inny materiał. Szczątki znaleziono w Basenie Villeveyrac-Meze w południowej Francji. Długość dinozaura oszacowano na mniej niż 3 m. Podobnie jak S. austriacus, żył we wczesnym kampanie.

## Struthiosaurus transylvanicus
Gatunek opisano na podstawie niekompletnej czaszki i szkieletu należącego do zwierzęcia o długości 2-3 metrów. Opancerzenie zawierało typowe dla nodozaurydów kolce. Szczątki znaleziono w warstwach Sinpetru w Hunedoara w Rumunii oraz w formacji Gosau niedaleko Neustadt w Austrii. Datuje się je na kampan-mastrycht (83-65 Ma). Nazwa pochodzi od Transylwanii – rumuńskiego regionu, kojarzonego powszechnie z Drakulą.